# 洛索亚河畔贝尔索萨
洛索亚河畔贝尔索萨，是西班牙马德里自治区的一个市镇，位于洛索亚河畔，距离马德里82公里。总面积14.3平方公里，总人口214人（2013年），人口密度15人/平方公里。